# سیارک ۱۱۴۰۴
سیارک ۱۱۴۰۴ (به انگلیسی: 11404 Wittig، نامگذاری:1999BX4) یازده هزار و چهارصد و چهارمین سیارک کشف شده‌است که در ۱۹ ژانویه ۱۹۹۹ کشف شد.
قدر مطلق سیارک برابر ۲۵.۷ است.